# Kaliazine
Kaliazine (en russe : Каля́зин) est une ville de l'oblast de Tver, en Russie, et le centre administratif du raïon Kaliazinski. Sa population s’élevait à 13 394 habitants en 2014.

## Géographie
Kaliazine est arrosée par la Volga et se trouve à 124 km au nord-est de Tver et à 166 km au nord de Moscou.

## Histoire
Kaliazine est née comme une sloboda au XIIe siècle, pour des personnes libérées du paiement des impôts. La ville connut un développement significatif avec la fondation du monastère Makarievski sur la rive opposée de la Volga au XVe siècle. Cette abbaye était auparavant la construction la plus remarquable de Kaliazine et comprenait de nombreux bâtiments d'intérêt historique, dont un réfectoire construit à partir de 1525.
En 1940, le monastère et la plus grande partie de la vieille ville furent inondés lors de la mise en eau du réservoir d'Ouglitch. La ville fut transférée sur un nouveau site plus élevé.
Depuis décembre 2021, le clocher est entièrement restauré, accessible aux visiteurs, et il s'allume à chaque tombée de la nuit.
|  |

## Population
Recensements (*) ou estimations de la population
| 1856  | 1897* | 1926* | 1939*  | 1959*  | 1970*  |
| ----- | ----- | ----- | ------ | ------ | ------ |
| 6 324 | 5 496 | 4 964 | 10 302 | 11 077 | 11 272 |

| 1979*  | 1989*  | 2002*  | 2010*  | 2013   | 2014   |
| ------ | ------ | ------ | ------ | ------ | ------ |
| 13 893 | 15 544 | 14 820 | 13 867 | 13 627 | 13 394 |

## Transports
Elle est reliée à Tver et à Iaroslavl par la route fédérale R132.